# Batalla del Fuerte Charlotte
La Batalla del Fuerte Charlotte fue un sitio que se prolongó por dos semanas dirigido por el famoso general español Bernardo de Gálvez contra Gran Bretaña para proteger las fortificaciones de la actual Mobile durante la guerra revolucionaria americana. La fortaleza de Charlotte era el puesto fronterizo británico capaz de amenazar Nueva Orleans en la vecina colonia de la Luisiana española, cuya caída permitió a los españoles alcanzar el oeste de la Florida.

## Antecedentes
Tras entrar España en la guerra de la Independencia de los Estados Unidos contra el Reino Unido en junio de 1779, Gálvez atacó las posiciones enemigas a orillas del Misisipí y se apoderó de ellas. A continuación, comenzó a preparar la conquista de los principales objetivos en la región, la Mobila y Panzacola. No contó para ello de importantes personas de la colonia, ni del gobernador de La Habana, que debía aportar el grueso de las tropas para la campaña. Ante los continuos retrasos en obtener al menos una parte de los soldados que se calculaban necesarios para la empresa, Gálvez decidió atacar por su cuenta la Mobila, sin esperar a las unidades que debían llegar de Cuba.

## Preparativos y fuerzas
En enero, reunió unos mil trescientos hombres, aunque anteriormente había considerado que para la ofensiva necesitaba unos cuatro mil. Estos pertenecían tanto a las unidades regulares del Ejército (había soldados de cuatro regimientos: el de España, el del Príncipe, el Fijo de La Habana y el Fijo de la Luisiana), como a las milicias —de blancos, negros y pardos— y había también una veintena de angloamericanos. Entre los efectivos se contaban también varios barcos, de menor entidad que la planeada: una fragata de guerra (la Volante), otra mercante, dos paquebotes, cuatro saetías, tres bergantines y una galeota.

## Campaña
La fuerza de Gálvez zarpó de Nueva Orleans el 14 de enero, Tardó dos semanas en franquear el complicado delta del Misisipí. Hasta el 8 de febrero, no logró alcanzar alta mar. Al día siguiente, llegó a la bahía de la Mobila. Varias de las naves se encallaron al perseguir a una fragata mercante enemiga. Se perdió la Volante y el paquebote Rosario, pero a partir del día 12 se comenzó a desembarcar la tropa. Para entretener a los hombres, se empezaron a fabricar escalas y a desembarcar los cañones de la Volante para establecer una batería. A partir del 18, comenzaron a llegar refuerzos de Nueva Orleans y de Cuba. El 27 terminó el desembarco de tropa, armamento y víveres y comenzó el asedio del fuerte Charlotte, erigido por los franceses con ladrillo y cimientos de piedra, que protegía la Mobila. La fortaleza se encontraba en muy mal estado, pero contaba con cuarenta y nueve cañones.
El 1 de marzo, Gálvez solicitó la capitulación de los defensores. Los británicos rechazaron rendirse, aunque apenas contaban con unos ciento veinte hombres frente a los mil trescientos de Gálvez. El 11 de marzo, mientras continuaban las operaciones de cerco del fuerte, los exploradores españoles regresaron a la localidad para informar del avistamiento de una columna de socorro británica que venía de Pensacola formada por unos mil soldados. Al día siguiente, empero, acabaron las obras de la batería de asedio, que comenzó a castigar el fuerte. Al anochecer, los defensores izaron la bandera blanca y al día siguiente, se ofrecieron a rendir la fortaleza. Tras ciertas negociaciones, se alcanzó un acuerdo de capitulación el día 13. Tras pasar la noche en vela para evitar ser sorprendidos por la columna de socorro británica, a las diez de la mañana del día 14 las unidades españolas tomaron posesión del fuerte, cuya guarnición se rindió con todos los honores. Finalmente, la fuerza que debía haber auxiliado a los defensores decidió retirarse sin acometer a los españoles.
Su capitulación aseguró el dominio de la orilla occidental de la bahía de Mobile y permitió emprender pocas semanas después las operaciones españolas en Pensacola.